# Рита Кирст
Рита Кирст (рођ Шмит Großgrimma, 21. октобар 1950) била је источнонемачка атлетичарка која се у 1960-им и 1970-има годинама  такмичила у скоку увис. На почетку каријере такмичила се као Рита Шмит. Године 1972. удала се за колегу из репрезентације  олимпијског десетобојца Јоахима Кирста, и од тада се такмичила као Рита Кирст. Прте удаје била је чланица SC DHfK из  Лајпцига,, а после АК Форверц из Потсдама.

## Спортска биографија
Такмичила се на три пута  на Летњим олимпијским играма 1968. у Максику, 1972 у Минхену и 1976, у Монтреалу, У Мексику и Минхену завршила је као пета, а у Монтреалу је сасвим подбацила завршивши као 22.  Између 1968. и 1974. освојила је три златне и две бронзане медаље на европским дворанским играма и првенствима.
Рита Кирст била је првак Источне Немачке, шест пута заредом од 1967. до 1972, затим је освојила три сребрне медаље у 1973, 1974 и 1976 и последњу златну медаљу 1975. Такође вила је и првак Источне Немачке у дворани 1968, 1969, 1970 и 1972.

### Лични рекорди Рите Кирст
| Дисциплина | отв/двор | Резултат | Место      | Датум            |
| ---------- | -------- | -------- | ---------- | ---------------- |
| Скок увис  | отворено | 1,90     | [[Атланта] | 8. мај 1996.     |
| Скок увис  | дворана  | 1,92     | Софија     | 7. фебруар 1994. |

## Значајнији резултати
| Год.            | Такмичење                    | Место           | Пласман         | Резултат м      | Детаљи          |                 |
| Источна Немачка | Источна Немачка              | Источна Немачка | Источна Немачка | Источна Немачка | Источна Немачка | Источна Немачка |
| --------------- | ---------------------------- | --------------- | --------------- | --------------- | --------------- | --------------- |
| 1968.           | Олимпијске игре              | Мексико Сити    | 5.              | 1,78            | ]               |                 |
| 1969            | Европско првенство           | Атина           | 4.              | 1,83            | ]               |                 |
| 1970.           | Европско првенство у дворани | Беч             |                 | 1,82            |                 |                 |
| 1971.           | Европско првенство           | Хелсинки        | 4.              | 1,83            | ]               |                 |
| 1972.           | Олимпијске игре              | Минхен          | 5.              | 1,85            | [ 6 ]           |                 |
| 1972.           | Европско првенство у дворани | Гренобл         |                 | 1,90            |                 |                 |
| 1974.           | Европско првенство           | Рим             | 4.              | 1,89            | ]               |                 |
| 1974.           | Европско првенство у дворани | Гетеборг        |                 | 1,88            |                 |                 |
| 1976.           | Европско првенство у дворани | Минхен          | 8.              | 1,83            |                 |                 |